# Чабанов, Алим Иванович
Чабанов, Алим Иванович (1937, 22 июля) — народный депутат СССР (26 марта 1989 — 26 декабря 1991), по высказыванию М. С. Горбачёва — первый «прораб перестройки».
Украинец. Образование  высшее. Окончил Одесский политехнический институт. В конце 1980-х годов избирался народным депутатом СССР от Черкасского территориального избирательного округа № 535 Черкасской области, Украина. В это время имел ученую степень кандидата технических наук.
Во время «перестройки» работал генеральным директором научно-производственного объединения «Ротор», г. Черкассы, Украина.
Делегат XIX Всесоюзной партийной конференции в Москве с 28 июня по 1 июля 1988 года. От имени трудового коллектива НПО «Ротор» внес в Центральный Комитет КПСС предложение о соединении должности Генерального секретаря ЦК партии с Председателем Верховного Совета СССР, а также чтобы Генеральный секретарь избирался не на пленуме Центрального Комитета, а на съезде КПСС.
1 декабря 2008 года, в разгар мирового кризиса, А. И. Чабанов становится министром топлива и энергетики теневого оппозиционного правительства Украины, созданного тремя политическими украинскими партиями (ПСПУ (Председатель Наталия Витренко), партии «Киевская Русь» (Председатель Павел Баулин) и партии «Возрождение украинского села» (Председатель Александр Ерохин)).

## Научно-исследовательская деятельность
А. И. Чабанов является соавтором множества патентов в области альтернативной энергетики. Так, он является одним из авторов идеи построения гелиоаэробарических теплоэлектростанций (ГАБ ТЭС). По его проекту в г. Бердске  построена  и запущена в 2007 г. уникальная экспериментальная 24-метровая  гелиоаэробарическая (ГАБ) электростанция мощностью 50 кВт. Планируется строительство промышленной  ГАБ  ТЭС  мощностью 2МВт. Отличительной чертой ГАБ в сравнении  с  обычными  гелиоэлектростанциями  является  высокий  коэффициент использования солнечной энергии:  28%, в то время, как  обычные гелиоэнергетические станции  используют  до 1,5%  солнечного излучения.